# Alessandro Parisotti
Alessandro Parisotti (né à Rome le 24 juillet 1853 et mort dans la même ville le 4 avril 1913) est un compositeur et éditeur musical italien.

## Biographie
Bien qu'également compositeur, Alessandro Parisotti est plus connu comme l'éditeur d'une collection de chansons connues sous le nom d'Arie antiche. La collection originale comprend trois volumes de chansons ou d'arias publiés pour l'étude du chant classique, mais les trois volumes ont depuis été réduits à des extraits connus sous le nom de «  24 chansons et arias italiennes  ».
Parisotti a collectionné ces « arias antiques » (arie antiche) pour découvrir la musique ancienne oubliée de l'époque classique et baroque, ce qui était la mode du XIXe siècle . L'exemple le plus célèbre de cette pratique de récupération de la musique oubliée est la reprise par Mendelssohn de la Passion selon saint Matthieu de Jean Sébastien Bach à Berlin en 1829. Le goût pour la musique redécouverte est de rigueur chez les musiciens et le public du XIXe siècle, avec des compositeurs comme Mendelssohn et Brahms. Parisotti a trouvé des partitions oubliées et a arrangé leurs arias (ou duets) pour chanteur solo et accompagnement au piano. Parisotti a romancé les œuvres en modifiant l'emplacement des mots, la structure des accords et/ou en ajoutant de l'ornementation vocale.
Dans sa collection, Parisotti attribue la chanson Se tu m'ami à Giovanni Battista Pergolesi, mais du fait qu'aucun manuscrit de cette chanson n'ait été retrouvé, les chercheurs pensent que Parisotti l' a composée lui-même. Le texte de la chanson est tiré d'un recueil intitulé Di canzonette e di cantate librue due de Paolo Antonio Rolli, publié à Londres en 1727. De même, l'air "Pieta signore", attribué à Alessandro Stradella, n'a à peu près rien à voir avec le style d'écriture de ce compositeur du 17e siècle et il est vraisemblable que Parisotti ait fait plus qu'y mettre sa touche personnelle. 
La pianiste et compositrice Lucia Contini Anselmi fait partie de ses principaux élèves.